# Drassinella gertschi
Drassinella gertschi là một loài nhện trong họ Phrurolithidae.
Loài này thuộc chi Drassinella. Drassinella gertschi được miêu tả năm 1989 bởi Norman I. Platnick & Ubick.